# عزیز میان قوال
عزیز میان قوال (اردو: عزیز میاں قوال؛ ۱۷ آوریل ۱۹۴۲ – ۶ دسامبر ۲۰۰۰) خواننده و موسیقی‌دان اهل کشور پاکستان بود. وی بین سال‌های ۱۹۶۶ تا ۲۰۰۰ میلادی فعالیت می‌کرد. او هنوز هم طرفداران بسیاری در جنوب آسیا دارد.